# Чистяков Віктор Феофанович
Ві́ктор Феофа́нович Чистяко́в (10 листопада 1906 — 23 квітня 1959) — радянський військовий льотчик часів Другої світової війни, генерал-майор авіації. Герой Радянського Союзу (1939).

## Життєпис
Народився на хуторі Піски, нині селище у складі Очеретинської селищної громади Покровського району Донецької області.
Здобув неповну середню освіту, закінчив робітфак, працював на залізниці.
У лавах РСЧА з листопада 1931 року. Закінчив 11-ту Ворошиловградську військову школу пілотів.
Учасник боїв на річці Халхин-Гол у 1939 році: командир 2-ї ескадрильї — помічник командира 22-го винищувального авіаційного полку. У повітряних боях збив 3 літаки супротивника, брав участь в штурмових ударах по наземних об'єктах. Був поранений.
З листопада 1939 року — командир 22-го Червонопрапорного винищувального авіаційного полку, згодом — командир 56-го Червонопрапорного винищувального авіаційного полку (Забайкальський ВО) і командир 44-го винищувального авіаційного полку (Ленінградський ВО).
В роки німецько-радянської війни навчався у Військово-повітряній академії, командував 6-м запасним винищувальним авіаційним полком (Воронезький ВО).
У повоєнні роки — начальник тилу авіації Закавказького військового округу. Мешкав у Тбілісі, де й помер. Похований на Вакійському кладовищі.

## Нагороди
Указом Президії Верховної Ради СРСР від 29 серпня 1939 року за зразкове виконання бойових завдань та виявлені при цьому героїзм старшому лейтенанту Чистякову Віктору Феофановичу присвоєне звання Героя Радянського Союзу з врученням ордена Леніна. Після встановлення особливої відзнаки отримав медаль «Золота Зірка» (№ 156).
Також нагороджений орденами Червоного Прапора (13.06.1952), Червоної Зірки (30.04.1947), Червоного Прапора МНР і медалями, у тому числі «За бойові заслуги» (03.11.1944).